# Kurt Jaks
Kurt Jaks (* 4. März 1947 in München) ist ein deutscher Versicherungskaufmann und Betriebswirt. Jaks war Vorstand der HUK-Coburg und von 2003 bis 2008 Vorstandssprecher der Versicherer im Raum der Kirchen (VRK).
Jaks absolvierte eine Ausbildung zum Versicherungskaufmann und studierte Betriebswirtschaftslehre an der Fachhochschule München. Ab 1973 arbeitete er bei der Aachener und Münchener Versicherung (siehe auch AachenMünchener) in verschiedenen Funktionen, zuletzt als Leiter der Landesdirektion Bayern. 1993 wechselte er in den Vorstand der in Coburg ansässigen HUK-Coburg; in sein Ressort fiel Vertrieb und Marketing. Als 2002 das Engagement der HUK-Coburg bei der Gruppe der Versicherer im Raum der Kirchen begann, wurde Jaks im Herbst 2002 Vorstandsmitglied der Familienfürsorge Lebensversicherung. Ab 1. Juli 2003 schied er aus dem Vorstand der HUK-Coburg aus; gleichzeitig wurde er in den Vorstand der Bruderhilfe Sachversicherung und der Pax-Familienfürsorge Krankenversicherung berufen und übte jeweils das Amt des Vorstandssprechers aus.
Am 31. Oktober 2008 ging er in den Ruhestand.